# يوم النكسة

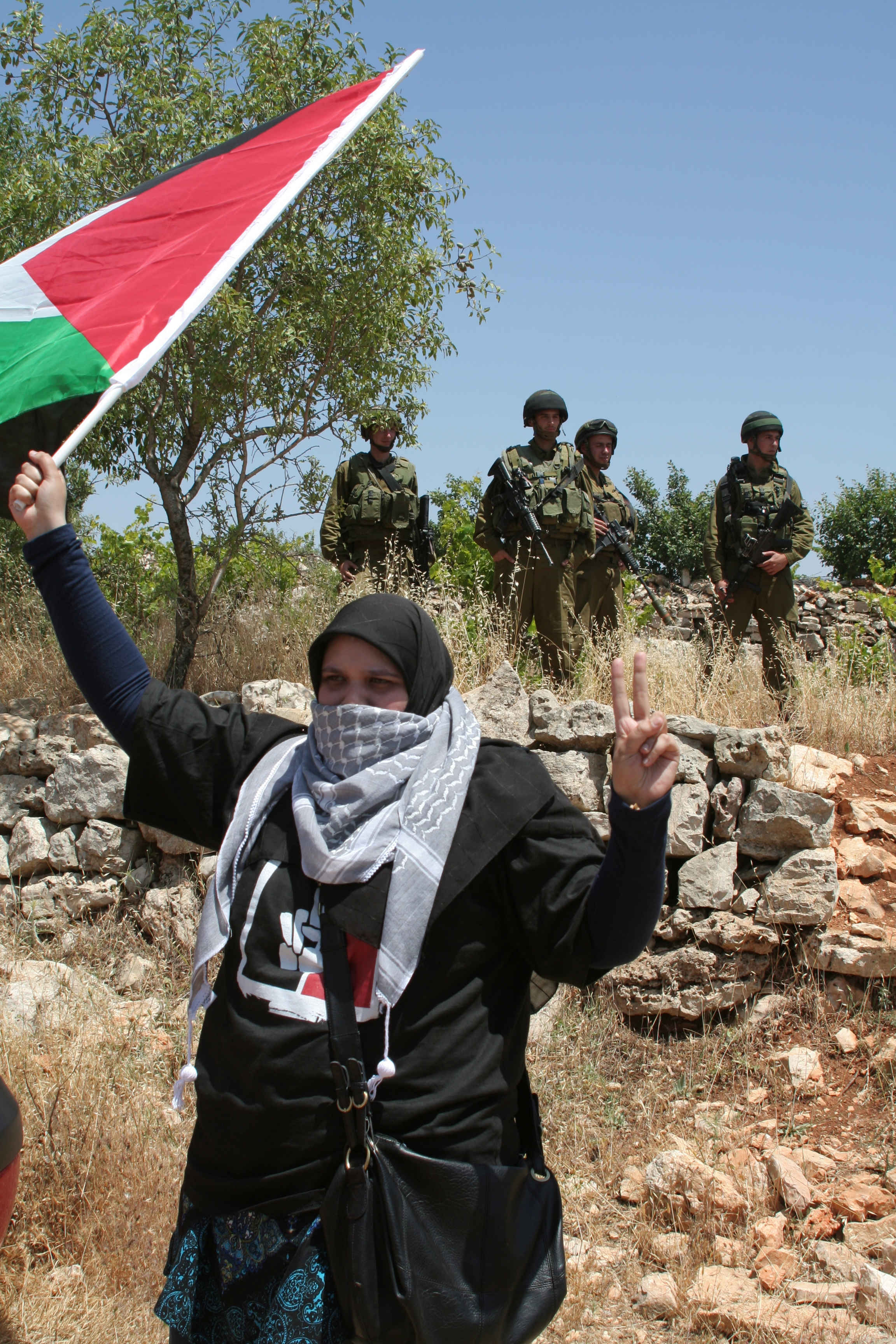
نشطاء يتظاهرون في بيت عمر لإحياء ذكرى يوم النكسة.

يُشير يوم النكسة (5 يونيو 1967) إلى اليوم السنوي الذي يُحيي فيه الشعب الفلسطيني ذكرى التهجير والذي رافق انتصار إسرائيل عام 1967 في حرب الأيام الستة. فقد حدث كنتيجة لهذه الحرب أن استولت إسرائيل على الضفة الغربية وقطاع غزة، المأهولتين بالسكان الفلسطينيين واللتين كانتا في السابق تتبعان الأردن وتخضعان لسيطرة مصر على الترتيب.
وقع التهجير الأول المعروف باسم النكبة، أثناء حرب فلسطين في عام 1948 وبعدها. ويتم سنويًا إحياء هذا اليوم يوم النكبة في الخامس عشر من مايو.

## مظاهرات يوم النكسة في عام 2011
عقب مظاهرات يوم النكبة في عام 2011 في الخامس عشر من مايو، التي تلتها أحداث عنف أسفرت عن مقتل 15 فلسطينيًا في اشتباكات على الحدود بالإضافة إلى مقتل إسرائيلي في تل أبيب، نظَّم النشطاء مظاهرات أخرى لإحياء يوم النكسة في الخامس من يونيو 2011.
وبينما منعت لبنان النشطاء من الاقتراب من الحدود، هاجم المتظاهرون الفلسطينيون مرة أخرى الحدود السورية مع إسرائيل بالقرب من القنيطرة ومجدل شمس. وفي الساعات الأولى من صباح هذا اليوم، نقل الفلسطينيين من ضواحي دمشق بحافلات إلى المنطقة واحتشدوا على الحدود بدون تدخل من القوات السورية.
وعلى الرغم من تحذيرات قوات الدفاع الإسرائيلية بعدم عبور الحدود إلى إسرائيل، ولقد تجاهل النشطاء هذه الدعوات وعبروا السياج الحدودي السوري. وذكرت قوات الدفاع الإسرائيلية أنها أطلقت النار على الأجزاء السفلى من أجساد النشطاء عندما لم يتوقفوا. وبينما أفادت قوات الدفاع الإسرائيلية بوقوع 12 حالة إصابة معلومة، وذكر التلفزيون السوري أن 23 ناشطًا قُتلوا وأُصيب 350.
وصرَّح مسؤول إسرائيلي أنه كان من الواضح أن الحكومة السورية «أعطت الضوء الأخضر للمتظاهرين للتحرك في اتجاه الحدود، وقارن ذلك بالوضع يوم الأحد في لبنان حيث كانت الحدود هادئة.» وذكر أن الاشتباكات كانت بمثابة الوسيلة التي اتبعتها الحكومة السورية لتحويل الأنظار عن مشاكلها الداخلية، وتحديدًا الانتفاضة السورية في عام 2011. وفي استجابة للمشهد ذكرت وزارة الخارجية الأمريكية أنها «منزعجة» من وقوع خسائر في الأرواح، ولكنها أكدت على حق إسرائيل في الدفاع عن حدودها السيادية. ومن الجدير بالذكر أن إسرائيل لم تقم بتحديد حدودها السيادية بشكل قانوني.
نشرت إحدى الصحف القومية السورية مقالاً تُحذر فيه إسرائيل من أن 600000 لاجئ سوري ذاهبون إلى «القرى والحقول التي أخرجوا منها بسبب احتلال مرتفعات الجولان».